# Gustav Rasmussen
Niels Carl Gustav Magnus Rasmussenn (ur. 10 sierpnia 1895 w Odense, zm. 13 września 1953 w Kopenhadze) – duński polityk i dyplomata.

## Życiorys

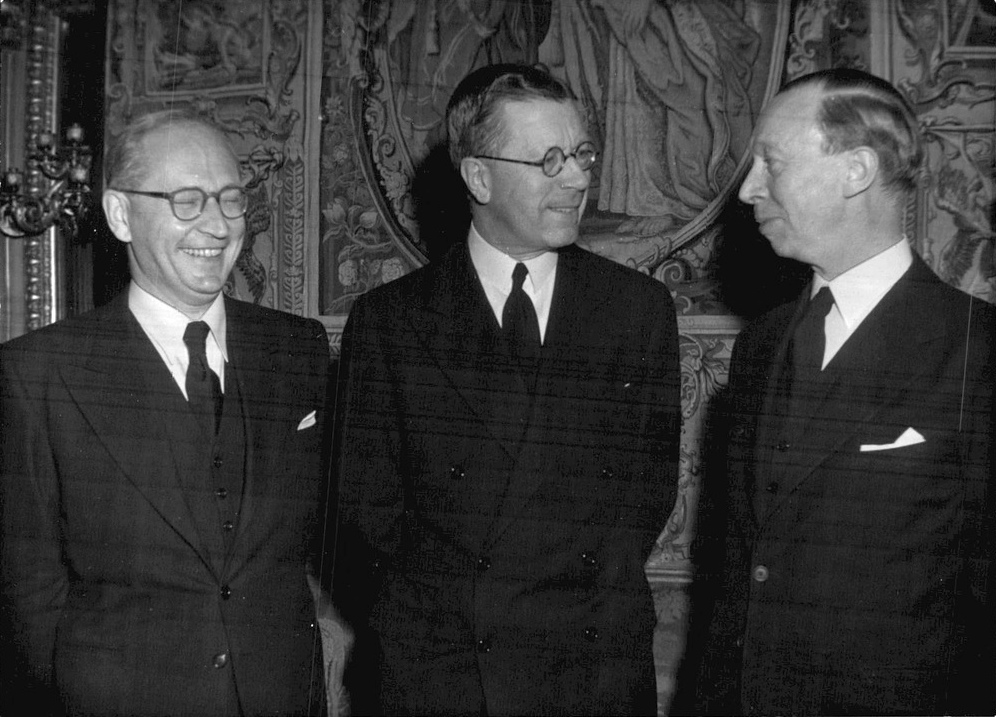
Halvard Lange - norweski minister spraw zagranicznych (z lewej) i Gustav Rasmussen (z prawej) na audiencji 11 maja 1946 u następcy tronu regenta Gustawa Adolfa.

Urodzony i wychowany w Odense, mający szlacheckie pochodzenie, Gustav Rasmussen przeszedł klasyczną wówczas karierę dyplomatyczną, ze studiami prawniczymi i późniejszym zatrudnieniem w służbie zagranicznej. Tu szybko zrobił karierę i stał się jednym z najzdolniejszych dyplomatów służby.
W czasie okupacji był radcą poselstwa w ambasadzie w Londynie, gdzie współpracował z duńskim środowiskiem emigracyjnym.
Od 7 listopada 1945 do 30 października 1950 minister spraw zagranicznych Danii (jako jedyny bezpartyjny na tym stanowisko po II wojnie światowej). Później pełnił funkcję ambasadora Danii we Włoszech.
27 października 1947 został odznaczony Wielką Wstęgą Orderu Odrodzenia Polski.